# Imperi d'Etiòpia
L'Imperi d'Etiòpia, també conegut com a Abissínia, estava en el territori que ara es coneix com a Etiòpia i alguna part del sud d'Eritrea. En el moment de la seva màxima esplendor, l'imperi també incloïa Somàlia del Nord, Djibouti, Egipte del Sud, Sudan Oriental, el Iemen i Aràbia Saudita Occidental i existí des d'aproximadament el 1137 (començament de la Dinastia Zagwe) fins a 1974 quan la monarquia fou enderrocada en un cop d'estat. Era l'única nació africana nativa que va resistir reeixidament la Cursa per l'Àfrica, duta a terme per les potències colonials durant el segle xix.

## Història antiga
La presència d'assentaments humans a Etiòpia és molt antiga. S'hi han trobat els primers avantpassats de l'espècie humana. Juntament amb Eritrea i la part del sud-est de la costa de Mar Roja del Sudan, es considera la localització més probable de la terra coneguda pels egipcis antics com País de Punt la primera menció del qual data del segle xxv aC. Els començaments d'un estat eren evidents en l'àrea que es convertiria en Abissínia pels volts del 980 aC, una data que també els serveix com a la data llegendària d'establiment. Tanmateix, aquesta data pot tenir més a veure amb un llinatge dinàstic que no pas amb l'establiment real d'un estat.

### Etiòpia aksumita
Pels volts del 400 aC, el Regne d'Axum s'establí a la costa i es donà a conèixer com un poble mariner actiu en el comerç de les espècies amb l'Índia. Esdevingueren coneguts pels romans no més tard del 30 aC, quan August conquerí Egipte, i es creu que aleshores les quadrades galeres aksumites menyspreaven la llarga i lenta ruta comercial costanera i feien el viatge d'anada i tornada de l'Índia amb els vents monsons. A més, havent establert contacte comercial amb Roma per a les mercaderies que provenien del l'interior d'Àfrica, els etíops probablement noliejaven vaixells de comerciants romans per transportar algunes de les seves càrregues. La via marítima també connectava amb la Ruta de la Seda a través del que ara és el Pakistan; així els aksumites també ajudaven Roma, proporcionant-li seda xinesa, i pels volts del segle iii, Roma havia establert ports francs pel comerç amb l'Índia, i per la via marítima es transportaven, virtualment, totes les mercaderies d'Orient, amb gran consternació dels estadistes romans, que condemnaven el flux d'or i plata fora de Roma. També al voltant de l'any 300, Auksum esdevingué cristià, alhora que conqueria l'antic regne de Cuix. Les referències posteriors a aquella època comencen a parlar d'ells com a imperi, i ells mateixos utilitzaven llavors «Etiòpia» en contrapartida. El regne s'estengué cap al sud, cap a l'oest i a la península aràbiga durant els segles immediatament posteriors, i mantingué un important comerç tant amb l'Imperi Romà d'Occident o els bàrbars que el substituïren com amb l'Imperi Romà d'Orient fins a la conquesta islàmica d'Egipte, pels volts de l'any 640, la qual cosa aïllà l'Imperi dels mercats europeus. Els indicis ens diuen que aleshores l'Imperi es gira cap a l'interior, establint la seva capital, per exemple, més cap a l'oest, i que expandeix el seu territori als serrats, tant al sud i com a l'oest. Les referències a «Etiòpia» i «cristians etíops» s'escampen a través de documents europeus i romans d'Orient durant els Anys obscurs i la Plena edat mitjana, però gradualment es redueixen, tot indicant-nos que hi hagué algun contacte durant els subsegüents segles després de la conquesta musulmana. En general, però, l'Imperi entrà en una lenta però duradora espiral decreixent, que durà fins que l'últim rei aksumita fou mort per la misteriosa Reina Gudit al voltant del 960.

## L'Edat Fosca d'Etiòpia
Després de la conquesta d'Axum per la Reina Gudit o Yodit, comença un període que alguns investigadors anomenen l'Edat Fosca d'Etiòpia. Segons la tradició etiòpica, governà les restes de l'Imperi Aksumita durant 40 anys, abans de transmetre la corona als seus descendents. Se sap molt poc sobre la reina o l'estat, si és que realment n'hi va haver un, que va fundar. El que és evident, tanmateix, és que el seu regnat marcà el final del control aksumita a Etiòpia.

## Dinastia Zagwe
Els últims successors de la Reina Yodit van ser enderrocats per Mara Takla Haymanot. Fundà la dinastia Zagwe el 1137 i es casà amb un descendent femení de l'últim emperador aksumita, per afermar més la seva reclamació com l'hereu legítim de l'Imperi que ja feia temps que havia mort Els Zagwe eren del poble Agaw, el poder del qual mai no n'estengué gaire més lluny del seu propi cor ètnic. La capital era a Adafa, no lluny de la moderna Lalibela, a les muntanyes Lasta. Els Zagwe continuaren el cristianisme d'Axum i construïren moltes i magnífiques esglésies, com ara les de Lalibela. La dinastia duraria fins al seu enderrocament per un règim nou que es reclamava descendent dels antics reis aksumites.

## Dinastia salomònida
El 1270, la dinastia Zagwe era enderrocada per un rei que reclamava ser del llinatge dels emperadors aksumites i, per tant, del i així allò de Salomó d'Israel (d'aquí el nom de "Salomònida"). La Dinastia Salomònida nasqué i fou governada pels Habesha, dels quals Abissínia en va prendre el nom.
Els Habesha regnaren, amb només unes quantes interrupcions, des de 1270 fins a finals del segle xx. És sota aquesta dinastia que es forma gran part de la història moderna d'Etiòpia. Durant aquesta època, l'imperi conquerí i incorporà virtualment a tots els pobles dins la moderna Etiòpia i parts del Sud d'Eritrea. Lluitaren reeixidament contra exèrcits àrabs i turcs i feren fructífers contactes amb alguns poders europeus.

## La Cursa per Àfrica i la modernització
Els anys 1880 venen marcats per la Cursa per l'Àfrica. Itàlia, que buscava una presència colonial a l'Àfrica, envaïa Etiòpia i després d'una conquesta reeixida d'algunes regions costaneres, imposava el Tractat de Wuchale a Shewa (un regne autònom dins de l'Imperi etíop), creant la colònia d'Eritrea.

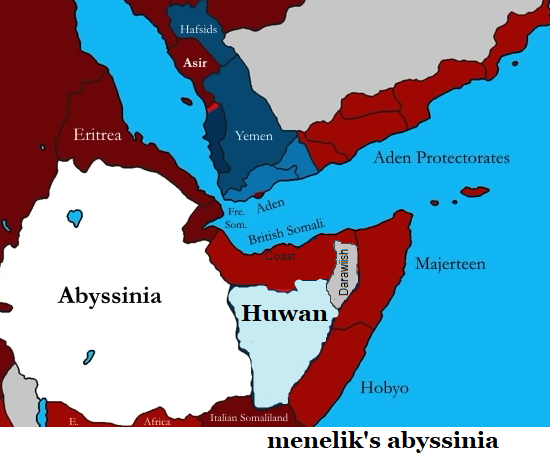

A causa de diferències significatives entre les traduccions de l'italià i de l'amhàric del tractat de Wuchale, Itàlia creia que havien inclòs Etiòpia com a estat satèl·lit. Etiòpia es desdigué del tractat el 1893. Insultada, Itàlia declarava la guerra a Etiòpia el 1895. La Primera Guerra italo-etíop dona lloc a la batalla d'Adowa, el 1896, en la qual Itàlia fou decisivament derrotada. Com a resultat d'això, se signà l'octubre el Tractat d'Addis Abeba, que delimitava estrictament les fronteres d'Eritrea i forçava Itàlia a reconèixer la independència d'Etiòpia.
Les delegacions des del Regne Unit i França -potències europees les possessions colonials de les quals eren prop d'Etiòpia- aviat arribaven a la capital etíop per negociar els seus propis tractats amb aquesta potència.

## Invasió italiana i Segona Guerra Mundial
El 1935, soldats italians comandats pel Mariscal Emilio de Bono envaïen Etiòpia. La guerra durà set mesos abans que es declarés una victòria italiana. La invasió fou condemnada per la Societat de Nacions, tot i que no es va fer massa per acabar amb les hostilitats. Etiòpia es convertia en part de l'Àfrica Oriental Italiana fins al seu alliberament el 1941 per partisans etíops, que comptaven amb el suport decidit de les forces aliades a Àfrica del Nord.

## L'ascens del Derg
El 1974 una junta militar prosoviètica i marxista-leninista, el "Derg", dirigida per Mengistu Haile Mariam, deposava Haile Selassie i establia un estat socialista i unipartidista. Haile Selassie fou empresonat i morí en circumstàncies estranyes; el rumor conegut més probable és que fos asfixiat amb un coixí impregnat d'èter.